# Alstroemeria huemulina
Alstroemeria huemulina  es una especie fanerógama, herbácea, perenne y rizomatosa perteneciente a la familia de las alstroemeriáceas. Es endémica de la VIII Región del Biobío en  Chile.

## Taxonomía
Alstroemeria huemulina fue descrita por  Pierfelice Ravenna, y publicado en Phytologia 64: 285. 1988.
Etimología
Alstroemeria: nombre genérico que fue nombrado en honor del botánico sueco barón Clas Alströmer (Claus von Alstroemer) por su amigo Carlos Linneo.
huemulina: epíteto